# Mario Mercátor
Marius Mercator o Mario Mercátor. Teólogo romano del s. V, m. después del 431. No llegó nunca al sacerdocio. Probablemente desde Roma, envía (418) a san Agustín dos de sus obras contra los pelagianos para que le diese su parecer. En el 429 se encuentra en Constantinopla para dar a conocer al Oriente lo esencial de la herejía pelagiana y a Occidente la herejía de Nestorio. Aquí se dedica a refutar nestorianos y pelagianos a la vez que traduce al latín buen número de obras y autores, tales como Teodoro de Mopsuestia, Nestorio y Cirilo de Alejandría. Como teólogo tiene poca originalidad; como antipelagiano depende de san Agustín y como antinestoriano de san Cirilo de Alejandría.

## Obra
Obras contra los pelagianos:
- Marii M. servi Christi commonitorium lectori adversus haeresim Pelagii el Ccelestii vel etiam scripta fuliani; posterior al 430 (PL 48,109-172);
- Commonitorium super nomine Ccelestii (PL 48,63-108) tratado que envía en griego a la Iglesia de Constantinopla y en latín al emperador Teodosio II;
- Extractos de 4 sermones de Nestorio (PL 48,189-205). Pretende poner en claro la postura de Nestorio respecto del pelagianismo, dado que en sus sermones se pronuncia contra la herejía, pero luego, en realidad favorece a la persona de Celestio.

Sus obras contra el nestorianismo son:
- Refutatio Symboli Mopsuesteni (PL 48, 1041-1050), donde acusa a Teodoro Mopsuesteno de ser padre tanto del nestorianismo como del pelagianismo;
- Opúsculos contra Nestorio y traducciones tanto de este como de Cirilo de Alejandría.